# 乌格列乌拉尔斯基
乌格列乌拉尔斯基（羅馬化：Ugleuralʹskiy）是俄罗斯彼尔姆边疆区的市级镇，属边疆区辖市古巴哈市，为该市下辖人口最多的市级镇。地处彼尔姆边疆区东部，南侧靠近科西瓦河（卡马河支流），在古巴哈北侧、边疆区首府彼尔姆东北方。
镇内有两座火车站：西部的乌格列乌拉尔斯基站，与东北部的丘索瓦亚波洛温卡站。
该地2022年人口有8,350人；2010年人口5,352；2002年人口10,428；1989年人口11,108。